# BlackBerry (film)
Pour les articles homonymes, voir Blackberry.
Pour plus de détails, voir Fiche technique et Distribution.
BlackBerry est un docu-fiction canadien co-écrit et réalisé par Matt Johnson, sorti en 2023.
Le film, adapté du livre de Jacquie McNish, Losing the Signal: The Untold Story Behind the Extraordinary Rise and Spectacular Fall of BlackBerry, traite de l'histoire de la gamme de téléphones mobiles BlackBerry et met en vedette Jay Baruchel et Glenn Howerton, respectivement dans les rôles de Mike Lazaridis et Jim Balsillie.
Le film devrait être présenté le 17 février 2023 en première en compétition au 73e Festival international du film de Berlin.
En août 2022, le film a été annoncé après la fin de la production,. En septembre 2022, IFC Films a acquis les droits de distribution du film aux États-Unis.

## Synopsis
De sa genèse jusqu'à sa chute vertigineuse, on suit la retranscription de l'histoire de la société RIM et de sa marque de téléphone BlackBerry.

## Fiche technique
- Titre original : BlackBerry
- Réalisation : Matt Johnson
- Scénario : Matt Johnson, Matthew Miller, d'après un livre de Jacquie McNish
- Photographie : Jared Raab
- Montage : Curt Lobb
- Musique : Jay McCarrol
- Costumes : Hanna Puley
- Production : Fraser Ash, Niv Fichman, Matthew Miller
- Pays de production : Canada
- Langue originale : anglais
- Format : couleur
- Genre : docu-fiction
- Durée : 122 minutes
- Dates de sortie :
  - Allemagne : 17 février 2023 (première mondiale lors de Berlin International Film Festival)
  - États-Unis : 13 mars 2023 (première nationale au South by Southwest Film Festival) ; 12 mai 2023[5] (sortie nationale et limitée)
  - France : 2 novembre 2023[6] (directement en VOD)

## Distribution
- Jay Baruchel (VF : Donald Reignoux - VQ : Nicholas Savard L'Herbier) : Mike Lazaridis
- Glenn Howerton (VF : Jérémy Prévost - VQ : Renaud Paradis) : Jim Balsillie
- Matt Johnson (VF : Anatole de Bodinat - VQ : Hugolin Chevrette-Landesque) : Doug Fregin (en)
- Michael Ironside (VF : Michel Vigné - VQ : Benoît Rousseau) : Charles Purdy
- Martin Donovan (VF : Guillaume Orsat) : Rick Brock
- Saul Rubinek (VF : Paul Borne - VQ : Manuel Tadros) : John Woodman
- Cary Elwes (VQ : Antoine Durand) : Carl Yankowski (en)
- Michelle Giroux (en) : Dara Frankel, l'inspectrice de la SEC
- Rich Sommer (en) : Paul Stannos
- SungWon Cho (en) (VQ : Albert Kwan) : Ritchie Cheung
- Mark Critch (en) : Gary Bettman
- Ben Petrie (en) (VF : Yoann Sover) : Allan Lewis

 Source et légende : version française (VF) sur RS Doublage et Doublage QC

## Distinctions
- Berlinale 2023 : sélection officielle